# SpongeBob, You're Fired!
SpongeBob, You`re Fired! (укр. Ти звільненний, Губко Боб (QTV), Губко Боб, тебе звільненно! (ПлюсПлюс)) — це 189 епізод мультсеріалу Губка Боб Квадратні Штани. Це спеціальний 22-хвилинний епізод. Він знаходиться у 9 сезоні 11 епізоді (20 серії). Це останній епізод 1 частини 9 сезону (за номером).
Вперше серія вийшла у Греції 3 липня 2013. Прем'єра у США — 11 листопада 2013 Прем'єра в Україні: Травень 2015 (QTV), Вересень 2015 (Новий канал), 29 серпня 2018 (ТЕТ), 21 вересня 2018 (ПлюсПлюс). Це остання серія у дубляжі QTV з Олександром Чмихаловим. Також, це 23 спецвипуск.

## Сюжет
У серії розповідається, що Губку Боба звільнив Пан Крабс, щоб зекономити гроші. Губка Боб був готовий працювати безкоштовно, але це не узгоджено з ліцензією «Красті Краба». Сквідвард захотів, щоб його звільнили, але Пан Крабс сказав, що він застарий. Губка Боб розревівся, і Сквідвард вивів його з ресторану. Губка Боб втратив сенс життя, за виключенням того, що він має годувати Гері. Патрік засмутився, бо Губка Боб плаче. Губка Боб розповів Патріку, що його звільнили. Патрік ппообіцяв йому розповісти, як весело бути безробітним. Губка Боб та Патрік поснідали зі Сквідвардом, а точніше сказати Сквідвард закидав їх їжею. Потім Патрік спав, а Губка Боб не спав. Далі вони пішли до Сенді. Вона давала рибам токсичні відходи, сказавши, що це безкоштовна їжа. У Патріка на лобі виріосла маленька голова. Сенді заборонила Губці Бобу це їсти і порекомендувала йому знайти нову роботу. Маленька голова Патріка почала глузувати з Губки Боба, а Патрік з нею не погоджувався. Губка Боб спочатку пішов до піцерії, потім до сосисочної, потім до ресторану іспанської страви, потім до ресторану локшини, але Боба звільняли, Бо він додавав до страв Булочки Крабсбургерів. Губка Боб засмутився. Був час годувати Гері, але його консерви скінчилися. Тоді Губка Боб приготував домашні консерви, які сподобалися не тільки Гері, а й Патріку та його голові-мутанту. Далі усе обірвав дзвінок у двері. Боб відчинив, а його забрали до сосисочної. Далі адимністратори тих ресторанів по черзі забирали Губку. Але прийшов великий Крабсбургер і забрав Боба до Красті Краб. Цим крабсбургером був Сквідвард, який не любив запах пересмажених крабсбургерів Крабса більше аніж Боба. Губку прийняли і він навів чистоту у ресторані. Щоб зекономити гроші Крабс зробив платний туалет.